# Togarmadillo monocellatus
Togarmadillo monocellatus är en kräftdjursart som beskrevs av Franco Ferrara och Helmut Schmalfuss 1983. Togarmadillo monocellatus ingår i släktet Togarmadillo och familjen Armadillidae. Inga underarter finns listade i Catalogue of Life.